# Élections sénatoriales de 2017 dans la Nièvre
Les élections sénatoriales dans la Nièvre ont lieu le dimanche 24 septembre 2017. Elles ont pour but d'élire les deux sénateurs représentant le département au Sénat pour un mandat de six années.

## Contexte départemental
Lors des élections sénatoriales de 2011 dans la Nièvre, deux sénateurs du Parti socialiste (PS) sont élus : Gaëtan Gorce et Didier Boulaud, remplacé l'année suivante par Anne Emery-Dumas, qui rejoint La République en marche (LREM) en 2017.
Depuis, tous les effectifs du collège électoral des grands électeurs sont renouvelés, avec les élections législatives de 2017, les élections régionales de 2015, les élections départementales de 2015 et les élections municipales de 2014.

## Sénateurs sortants
| Sénateur | Sénateur         | Parti | Fonctions lors de l'élection en 2011  |
| -------- | ---------------- | ----- | ------------------------------------- |
|          | Gaëtan Gorce     | PS    | Député, maire de La Charité-sur-Loire |
|          | Anne Emery-Dumas | LREM  |                                       |

## Présentation des candidats et des suppléants
Les nouveaux représentants sont élus pour une législature de 6 ans au suffrage universel indirect par les 751 grands électeurs du département. Dans la Nièvre, les sénateurs sont élus au scrutin majoritaire à deux tours. Leur nombre reste inchangé, deux sénateurs sont à élire. Il y aura plusieurs candidats dans le département, chacun avec un suppléant.
| T/S | Candidats | Candidats            | Parti | Principale fonction                                                        |
| --- | --------- | -------------------- | ----- | -------------------------------------------------------------------------- |
| T   |           | Bernard Dubbesson    | PCF   | Conseiller municipal de La Charité-sur-Loire                               |
| S   |           | Joëlle Massebœuf     | EÉLV  |                                                                            |
| T   |           | Nathalie Charvy      | EÉLV  | Conseillère municipale de Nevers                                           |
| S   |           | Éric Jussière        | PCF   |                                                                            |
| T   |           | Patrice Joly         | PS    | Président du conseil départemental                                         |
| S   |           |                      | PS    |                                                                            |
| T   |           | Blandine Delaporte   | PS    | Conseillère départementale, conseillère municipale de La Charité-sur-Loire |
| S   |           |                      | PS    |                                                                            |
| T   |           | Daniel Barbier       | LREM  | Conseiller départemental, maire de La Machine                              |
| S   |           |                      | LREM  |                                                                            |
| T   |           | Anne Emery-Dumas     | LREM  | Sénatrice sortante                                                         |
| S   |           |                      | LREM  |                                                                            |
| T   |           | Christophe Deniaux   | DVD   | Maire d'Asnois                                                             |
| S   |           | Bernadette Larivé    | DVD   | Maire de Saint-Maurice                                                     |
| T   |           | Nadia Sollogoub      | DVD   | Maire de Neuvy-sur-Loire                                                   |
| S   |           | Jean-Charles Rochard | LR    | Président de la CC Tannay-Brinon-Corbigny, adjoint au maire de Corbigny    |
| T   |           | Jacques Baudhuin     | LR    |                                                                            |
| S   |           | Lucie Leclerc        | LR    |                                                                            |
| T   |           | Marcel Stephan       | FN    | Conseiller régional, conseiller municipal de Lormes                        |
| S   |           | Florence Lassarre    | FN    | Conseillère régionale                                                      |
| T   |           | André Kornmann       | EXD   |                                                                            |
| S   |           |                      | EXD   |                                                                            |
| T   |           | Philippe Berrier     | DIV   |                                                                            |
| S   |           | Corinne Mangel       | DIV   | Conseillère municipale de Nevers                                           |

## Résultats
| Candidats                | Candidats                | Parti                    | Nuance                   | Premier tour | Premier tour | Second tour | Second tour |
| Candidats                | Candidats                | Parti                    | Nuance                   | Voix         | %            | Voix        | %           |
| ------------------------ | ------------------------ | ------------------------ | ------------------------ | ------------ | ------------ | ----------- | ----------- |
|                          | Anne Emery-Dumas         | LREM                     | REM                      | 213          | 30,08        | 256         | 36,47       |
|                          | Patrice Joly             | PS                       | SOC                      | 212          | 29,94        | 306         | 43,59       |
|                          | Daniel Barbier           | LREM                     | REM                      | 201          | 28,39        | 207         | 29,49       |
|                          | Nadia Sollogoub          | SE                       | DVD                      | 199          | 28,11        | 269         | 38,32       |
| Christophe Deniaux       | SE                       | DVD                      | 120                      | 16,95        | 92           | 13,11       |             |
|                          | Blandine Delaporte       | PS                       | SOC                      | 112          | 15,82        | 107         | 15,24       |
|                          | Nathalie Charvy          | EELV                     | ECO                      | 60           | 8,47         | Retrait     | Retrait     |
|                          | Bernard Dubresson        | PCF                      | COM                      | 56           | 7,91         | Retrait     | Retrait     |
|                          | Philippe Berrier         | SE                       | DIV                      | 42           | 5,93         | Retrait     | Retrait     |
|                          | Jacques Baudhuin         | LR                       | LR                       | 23           | 3,25         | 11          | 1,57        |
|                          | Marcel Stephan           | FN                       | FN                       | 18           | 2,54         | 14          | 1,99        |
|                          | André Kornmann           | SE                       | EXD                      | 1            | 0,14         | 0           | 0,00        |
|                          |                          |                          |                          |              |              |             |             |
| Suffrages exprimés       | Suffrages exprimés       | Suffrages exprimés       | Suffrages exprimés       | 708          | 96,59        | 702         | 94,99       |
| Votes blancs             | Votes blancs             | Votes blancs             | Votes blancs             | 18           | 2,46         | 25          | 3,38        |
| Votes nuls               | Votes nuls               | Votes nuls               | Votes nuls               | 7            | 0,95         | 12          | 1,62        |
| Total                    | Total                    | Total                    | Total                    | 733          | 100          | 739         | 100         |
| Abstention               | Abstention               | Abstention               | Abstention               | 18           | 2,40         | 12          | 1,60        |
| Inscrits / participation | Inscrits / participation | Inscrits / participation | Inscrits / participation | 751          | 97,60        | 751         | 98,40       |